# Cratere Boltzmann
Boltzmann è un cratere lunare di 72,31 km situato nella parte sud-orientale della faccia nascosta della Luna.
È dedicato al fisico Ludwig Boltzmann